# Peine de mort en Floride
La Floride est le premier État à avoir conformé sa législation aux exigences de la Cour suprême des États-Unis et le premier État à avoir exécuté une personne contre son gré après 1976 : John Spenkelink (en) prétendait avoir agi en état de légitime défense et fut exécuté en 1979, quinze ans après la dernière exécution qui ait eu lieu dans cet État. Les exécutions étaient réalisées par pendaison jusqu'en 1924, par chaise électrique depuis cette date. Le condamné a aujourd'hui le choix entre la chaise électrique et l'injection létale,. 

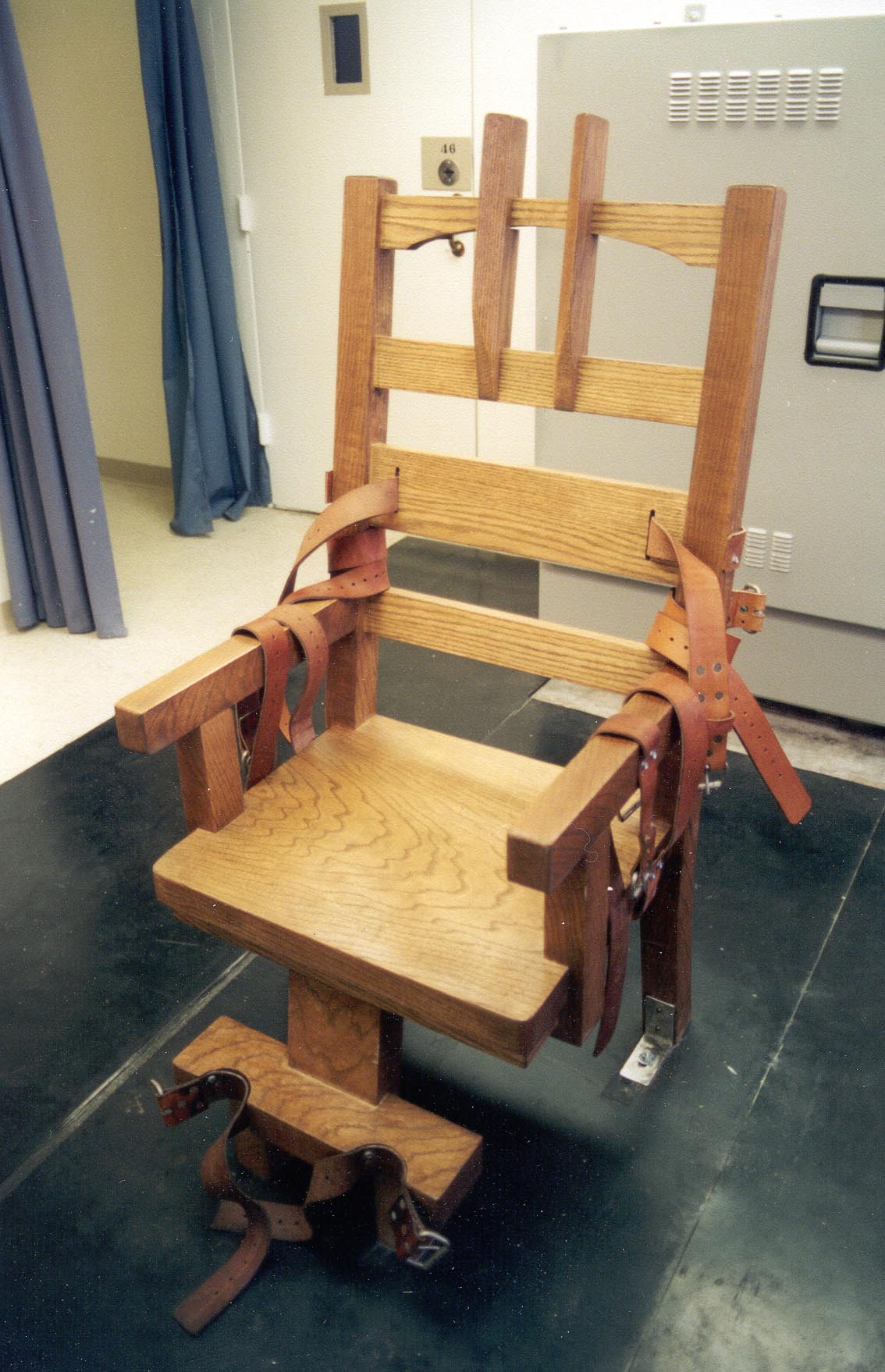
Chaise électrique dans une prison de l’État, en bois de chêne, datant de 1999.

La peine de mort y est encourue pour meurtre aggravé et théoriquement pour vente d'une drogue létale et viol d'enfant suivi de blessures. Le juge décide de la sentence après avoir été informé du nombre de jurés qui approuvent une éventuelle condamnation à mort, un appel direct est formulé devant la Cour suprême de l'État. Le gouverneur fixe les dates d'exécutions, une éventuelle commutation peut être décidée par le comité des grâces au sein duquel le gouverneur dispose d'un droit de veto.
Jusqu'au 30 juin 2008, les exécutions ont été suspendues à la suite de la mise à mort d'Ángel Nieves Díaz (en) qui eut lieu dans des conditions alors vivement critiquées et éprouvantes pour le supplicié. Un moratoire à l'initiative de Jeb Bush sur l'injection mortelle fut engagé. Le nouveau gouverneur Charlie Crist décida de mettre fin à ce moratoire instauré par son prédécesseur en signant l'ordre d'exécution de Mark Dean Schwab, qui fut lui-même suspendu par un moratoire national sur la peine de mort ; il signa alors à nouveau cet ordre le 1er juillet 2008 lorsque ce second moratoire fut stoppé. 
Les condamnés sont en moyenne exécutés après avoir passé quatorze ans dans le couloir de la mort. Ceux-ci portent une combinaison orange par opposition aux autres prisonniers habillés de bleu.

## Exécutions depuis 1972
Les exécutions ont lieu à Starke à la Florida State Prison.
| Condamné           | Date              | Méthode(s)        | Sexe  | Crime(s)                                                                                                   | Gouverneur    |
| ------------------ | ----------------- | ----------------- | ----- | --- | ------------- |
| John Spenkelink    | 25 mai 1979       | Chaise électrique | Homme | Meurtre en 1973 d'un homme en lui tirant dans le dos avec un revolver.                                     | Bob Graham    |
| Robert Sullivan    | 30 novembre 1983  | Chaise électrique | Homme | Meurtre en 1973 du manager d'un restaurant pour se venger de son licenciement.                             | Bob Graham    |
| Anthony Antone     | 26 janvier 1984   | Chaise électrique | Homme | Meurtre en 1975 d'un détective privé en lui tirant dessus.                                                 | Bob Graham    |
| Arthur Goode       | 5 avril 1984      | Chaise électrique | Homme | Meurtre en 1976 de deux garçons de neuf et onze ans après les avoir violés.                                | Bob Graham    |
| James Adams        | 10 avril 1984     | Chaise électrique | Homme | Meurtre en 1973 d'un rancher en le battant avec un tisonnier pour le dévaliser.                            | Bob Graham    |
| Carl Shriner       | 20 juin 1984      | Chaise électrique | Homme | Meurtre en 1976 de l'employé d'un magasin lors d'un braquage.                                              | Bob Graham    |
| David Washington   | 13 juillet 1984   | Chaise électrique | Homme | Meurtre en 1976 de trois personnes en les poignardant lors de braquages.                                   | Bob Graham    |
| Ernest Dobbert     | 7 septembre 1984  | Chaise électrique | Homme | Meurtre en 1972 de son fils et de sa fille de sept et neuf ans en les étranglant.                          | Bob Graham    |
| James Henry        | 20 septembre 1984 | Chaise électrique | Homme | Meurtre en 1974 d'un homme de quatre-vingt-un ans en l’asphyxiant.                                         | Bob Graham    |
| Timothy Palmes     | 8 novembre 1984   | Chaise électrique | Homme | Meurtre en 1976 d'un employé de magasin après l'avoir torturé et poignardé.                                | Bob Graham    |
| James Raulerson    | 30 janvier 1985   | Chaise électrique | Homme | Meurtre en 1975 d'un policier en lui tirant dessus.                                                        | Bob Graham    |
| Johnny Witt        | 4 mars 1985       | Chaise électrique | Homme | Meurtre en 1973 d'un garçon de onze ans après l'avoir violé.                                               | Bob Graham    |
| Marvin Francois    | 29 mai 1985       | Chaise électrique | Homme | Meurtre en 1976 de six personnes dans le braquage d'une drug-house.                                        | Bob Graham    |
| Daniel Thomas      | 15 avril 1986     | Chaise électrique | Homme | Meurtre en 1976 d'un professeur d'université lors du cambriolage de sa maison.                             | Bob Graham    |
| David Funchess     | 22 avril 1986     | Chaise électrique | Homme | Meurtre en 1974 d'un couple dans un braquage.                                                              | Bob Graham    |
| Ronald Straight    | 20 mai 1986       | Chaise électrique | Homme | Meurtre en 1976 d'un employé de magasin après l'avoir torturé et poignardé.                                | Bob Graham    |
| Beauford White     | 28 août 1987      | Chaise électrique | Homme | Meurtre en 1976 de six personnes dans le braquage d'une drug-house.                                        | Bob Martinez  |
| Willie Darden      | 15 mars 1988      | Chaise électrique | Homme | Meurtre en 1973 de l'employé d'un magasin lors d'un braquage.                                              | Bob Martinez  |
| Jeffrey Daugherty  | 7 novembre 1988   | Chaise électrique | Homme | Meurtre en 1976 de cinq personnes en les poignardant après les avoir dévalisées                            | Bob Martinez  |
| Ted Bundy          | 24 janvier 1989   | Chaise électrique | Homme | Meurtre entre 1973 et 1978 de trente femmes après les avoir violées.                                       | Bob Martinez  |
| Aubrey Adams       | 4 mai 1989        | Chaise électrique | Homme | Meurtre en 1978 d'une fillette de huit ans après l'avoir violée.                                           | Bob Martinez  |
| Jesse Tafero       | 4 mai 1990        | Chaise électrique | Homme | Meurtre en 1976 de deux personnes dont un policier pour s'échapper.                                        | Bob Martinez  |
| Anthony Bertolotti | 27 juillet 1990   | Chaise électrique | Homme | Meurtre en 1983 d'une femme après l'avoir violée.                                                          | Bob Martinez  |
| James Hamblen      | 21 septembre 1990 | Chaise électrique | Homme | Meurtre en 1984 de deux personnes lors de braquages.                                                       | Bob Martinez  |
| Raymond Clark      | 19 novembre 1990  | Chaise électrique | Homme | Meurtre entre 1964 et 1977 de deux hommes dont un adolescent.                                              | Bob Martinez  |
| Roy Harich         | 24 avril 1991     | Chaise électrique | Homme | Meurtre en 1981 d'une adolescente de dix-huit-ans après l'avoir violée.                                    | Lawton Chiles |
| Bobby Francis      | 25 juin 1991      | Chaise électrique | Homme | Meurtre en 1975 d'un homme après l'avoir torturé pour se venger.                                           | Lawton Chiles |
| Nollie Martin      | 12 mai 1992       | Chaise électrique | Homme | Meurtre en 1977 de l'employé d'un magasin après l'avoir violée.                                            | Lawton Chiles |
| Edward Kennedy     | 21 juillet 1992   | Chaise électrique | Homme | Meurtre entre 1978 et 1981 de trois personnes dont un policier pour s’échapper.                            | Lawton Chiles |
| Robert Henderson   | 21 avril 1993     | Chaise électrique | Homme | Meurtre entre 1980 et 1982 de douze personnes choisies au hasard.                                          | Lawton Chiles |
| Larry Johnson      | 5 mai 1993        | Chaise électrique | Homme | Meurtre en 1979 de l'employé d'une station service lors d'un braquage.                                     | Lawton Chiles |
| Michael Durocher   | 25 août 1993      | Chaise électrique | Homme | Meurtre entre 1983 et 1988 de cinq personnes dont deux enfants.                                            | Lawton Chiles |
| Roy Stewart        | 22 avril 1994     | Chaise électrique | Homme | Meurtre en 1978 d'une femme en l'étranglant avec un fil électrique.                                        | Lawton Chiles |
| Bernard Bolander   | 18 juillet 1995   | Chaise électrique | Homme | Meurtre en 1980 de quatre dealers de drogue après les avoir torturés.                                      | Lawton Chiles |
| Jerry White        | 4 décembre 1995   | Chaise électrique | Homme | Meurtre en 1981 d'un client d'un magasin lors d'un braquage.                                               | Lawton Chiles |
| Philip Atkins      | 5 décembre 1995   | Chaise électrique | Homme | Meurtre en 1981 d'un garçon de six ans après l'avoir kidnappé et violé.                                    | Lawton Chiles |
| John Bush          | 21 octobre 1996   | Chaise électrique | Homme | Meurtre en 1982 de l'employé d'un magasin lors d'un braquage.                                              | Lawton Chiles |
| John Mills         | 6 décembre 1996   | Chaise électrique | Homme | Meurtre en 1982 d'un homme en lui tirant dessus avec un fusil à pompe.                                     | Lawton Chiles |
| Pedro Medina       | 25 mars 1997      | Chaise électrique | Homme | Meurtre en 1982 de son voisin après l'avoir dévalisé.                                                      | Lawton Chiles |
| Gerald Stano       | 23 mars 1998      | Chaise électrique | Homme | Meurtre entre 1969 et 1980 de quarante-et-une femme après les avoir violées.                               | Lawton Chiles |
| Leo Jones          | 24 mars 1998      | Chaise électrique | Homme | Meurtre en 1981 d'un policier pour venger les abus de la police.                                           | Lawton Chiles |
| Judy Buenoano      | 30 mars 1998      | Chaise électrique | Femme | Meurtre entre 1971 et 1980 de son mari et de son fils et de son compagnon.                                 | Lawton Chiles |
| Daniel Remeta      | 31 mars 1998      | Chaise électrique | Homme | Meurtre en 1985 de cinq personnes lors de braquages.                                                       | Lawton Chiles |
| Allen Davis        | 8 juillet 1999    | Chaise électrique | Homme | Meurtre en 1982 d'une femme enceinte et de ses deux filles.                                                | Jeb Bush      |
| Terry Sims         | 23 février 2000   | Injection létale  | Homme | Meurtre en 1977 d'un policier à la retraite.                                                               | Jeb Bush      |
| Anthony Bryan      | 24 février 2000   | Injection létale  | Homme | Meurtre en 1983 d'un veilleur de nuit lors d'un cambriolage.                                               | Jeb Bush      |
| Bennie Demps       | 7 juin 2000       | Injection létale  | Homme | Meurtre entre 1971 et 1976 de trois personnes dont un co-détenu.                                           | Jeb Bush      |
| Thomas Povenzano   | 21 juin 2000      | Injection létale  | Homme | Meurtre en 1984 de trois policier lors de l'attaque d'un tribunal.                                         | Jeb Bush      |
| Dan Hauser         | 25 août 2000      | Injection létale  | Homme | Meurtre en 1995 d'une femme de vingt-et-un ans.                                                            | Jeb Bush      |
| Edward Castro      | 7 décembre 2000   | Injection létale  | Homme | Meurtre en 1987 de trois personnes lors de braquages.                                                      | Jeb Bush      |
| Robert Glock       | 11 janvier 2001   | Injection létale  | Homme | Meurtre en 1983 d'une femme après l'avoir kidnappée.                                                       | Jeb Bush      |
| Rigoberto Velasco  | 2 octobre 2002    | Injection létale  | Homme | Meurtre entre 1986 et 1995 de deux personnes dont une fillette de onze ans.                                | Jeb Bush      |
| Aileen Wuornos     | 9 octobre 2002    | Injection létale  | Femme | Meurtre entre 1989 et 1990 de sept hommes en leur tirant dessus.                                           | Jeb Bush      |
| Linroy Bottoson    | 9 décembre 2002   | Injection létale  | Homme | Meurtre en 1979 d'un homme en lui fonçant dessus avec une voiture.                                         | Jeb Bush      |
| Amos King          | 26 février 2003   | Injection létale  | Homme | Meurtre en 1977 de deux personnes dont une femme après l'avoir violée.                                     | Jeb Bush      |
| Newton Slawson     | 16 mai 2003       | Injection létale  | Homme | Meurtre en 1989 de cinq personnes dont une femme enceinte et deux enfants.                                 | Jeb Bush      |
| Paul Hill          | 3 septembre 2003  | Injection létale  | Homme | Meurtre en 1994 de deux hommes en leur tirant dessus avec un fusil à pompe.                                | Jeb Bush      |
| Johnny Robinson    | 4 février 2004    | Injection létale  | Homme | Meurtre en 1985 d'une femme après l'avoir violée.                                                          | Jeb Bush      |
| John Blackwelder   | 26 mai 2004       | Injection létale  | Homme | Meurtre en 2000 d'un co-détenu en l'étranglant avec une corde.                                             | Jeb Bush      |
| Glen Ocha          | 5 avril 2005      | Injection létale  | Homme | Meurtre en 1999 d'une femme en l'étranglant.                                                               | Jeb Bush      |
| Clarence Hill      | 20 septembre 2006 | Injection létale  | Homme | Meurtre en 1982 d'un policier lors d'un braquage.                                                          | Jeb Bush      |
| Arthur Rutherford  | 19 octobre 2006   | Injection létale  | Homme | Meurtre en 1985 d'une femme en la noyant.                                                                  | Jeb Bush      |
| Danny Rolling      | 25 octobre 2006   | Injection létale  | Homme | Meurtre entre 1989 et 1990 de huit personnes dont un enfant de huit ans.                                   | Jeb Bush      |
| Angel Diaz         | 13 décembre 2006  | Injection létale  | Homme | Meurtre en 1979 de trois personnes dans le braquage d'un club de strip-tease.                              | Jeb Bush      |
| Mark Schwab        | 1er juillet 2008  | Injection létale  | Homme | Meurtre en 1991 d'un garçon de onze ans après l'avoir violé.                                               | Charlie Crist |
| Richard Henyard    | 23 septembre 2008 | Injection létale  | Homme | Meurtre en 1993 de deux fillettes de sept et trois ans après les avoir violées.                            | Charlie Crist |
| Wayne Tompkins     | 11 février 2009   | Injection létale  | Homme | Meurtre en 1983 d'une adolescente de quinze-ans après l'avoir violée.                                      | Charlie Crist |
| John Marek         | 19 août 2009      | Injection létale  | Homme | Meurtre en 1983 d'une femme après l'avoir étranglée et violée.                                             | Charlie Crist |
| Martin Grossmann   | 16 février 2010   | Injection létale  | Homme | Meurtre en 1984 du gardien d'un parc national pour échapper à une arrestation.                             | Charlie Crist |
| Manuel Valle       | 28 septembre 2011 | Injection létale  | Homme | Meurtre en 1978 d'un policier pour échapper à une arrestation.                                             | Rick Scott    |
| Oba Chandler       | 15 novembre 2011  | Injection létale  | Homme | Meurtre en 1989 de trois femmes dont deux adolescentes après les avoir violées.                            | Rick Scott    |
| Robert Waterhouse  | 15 février 2012   | Injection létale  | Homme | Meurtre entre 1966 et 1980 de deux femmes après les avoir violées.                                         | Rick Scott    |
| David Gore         | 12 avril 2012     | Injection létale  | Homme | Meurtre entre 1981 et 1984 de six personnes dont quatre adolescentes.                                      | Rick Scott    |
| Manuel Pardo       | 11 décembre 2012  | Injection létale  | Homme | Meurtre en 1986 de neuf personnes en leur tirant dessus.                                                   | Rick Scott    |
| Larry Mann         | 10 avril 2013     | Injection létale  | Homme | Meurtre en 1980 d'une fillette de dix ans après l'avoir violée.                                            | Rick Scott    |
| Elmer Carroll      | 29 mai 2013       | Injection létale  | Homme | Meurtre en 1990 d'une fillette de dix ans après l'avoir violée et poignardée.                              | Rick Scott    |
| William Van Poyck  | 12 juin 2013      | Injection létale  | Homme | Meurtre en 1987 d'un gardien de prison en tentant de s'échapper.                                           | Rick Scott    |
| John Ferguson      | 5 août 2013       | Injection létale  | Homme | Meurtre entre 1977 et 1978 de huit personnes dont deux adolescentes.                                       | Rick Scott    |
| Marshall Gore      | 1er octobre 2013  | Injection létale  | Homme | Meurtre en 1988 de deux femmes après les avoir violées.                                                    | Rick Scott    |
| William Happ       | 15 octobre 2013   | Injection létale  | Homme | Meurtre en 1986 d'une femme après l'avoir violée et kidnappée.                                             | Rick Scott    |
| Darius Kimbrough   | 12 novembre 2013  | Injection létale  | Homme | Meurtre en 1991 d'une femme après l'avoir violée.                                                          | Rick Scott    |
| Thomas Knight      | 7 janvier 2014    | Injection létale  | Homme | Meurtre entre 1974 et 1980 de quatre personnes lors de braquages.                                          | Rick Scott    |
| Juan Chavez        | 12 février 2014   | Injection létale  | Homme | Meurtre en 1995 d'un garçon de neuf ans après l'avoir violé.                                               | Rick Scott    |
| Paul Howell        | 26 février 2014   | Injection létale  | Homme | Meurtre en 1992 d'un policier en lui tirant dessus.                                                        | Rick Scott    |
| Robert Henry       | 20 mars 2014      | Injection létale  | Homme | Meurtre en 1987 de deux employées d'un magasin lors d'un braquage.                                         | Rick Scott    |
| Robert Hendrix     | 23 avril 2014     | Injection létale  | Homme | Meurtre en 1990 d'un couple pour les empêcher de témoigner contre lui.                                     | Rick Scott    |
| John Henry         | 18 juin 2014      | Injection létale  | Homme | Meurtre entre 1975 et 1985 de trois personnes dont un enfant de cinq ans.                                  | Rick Scott    |
| Eddie Davis        | 10 juillet 2014   | Injection létale  | Homme | Meurtre en 1994 d'une fillette de onze ans.                                                                | Rick Scott    |
| Chadwick Banks     | 13 novembre 2014  | Injection létale  | Homme | Meurtre en 1992 de sa femme et de sa fille de dix ans après les avoir violées.                             | Rick Scott    |
| Johnny Kormondy    | 15 janvier 2015   | Injection létale  | Homme | Meurtre en 1993 d'une femme après l'avoir violée.                                                          | Rick Scott    |
| Jerry Correll      | 29 octobre 2015   | Injection létale  | Homme | Meurtre en 1985 de quatre personnes dont une fillette de cinq ans.                                         | Rick Scott    |
| Oscar Bolin        | 7 janvier 2016    | Injection létale  | Homme | Meurtre en 1986 de trois femmes après les avoir violées.                                                   | Rick Scott    |
| Mark Asay          | 24 août 2017      | Injection létale  | Homme | Meurtre en 1987 de deux hommes en leur tirant dessus.                                                      | Rick Scott    |
| Michael Lambrix    | 5 octobre 2017    | Injection létale  | Homme | Meurtre en 1983 de deux femmes en les étranglant.                                                          | Rick Scott    |
| Patrick Hannon     | 8 novembre 2017   | Injection létale  | Homme | Meurtre en 1991 de deux hommes en les poignardant.                                                         | Rick Scott    |
| Eric Branch        | 22 février 2018   | Injection létale  | Homme | Meurtre en 1993 d'une femme en l'étranglant après l'avoir violée.                                          | Rick Scott    |
| Jose Jimenez       | 13 décembre 2018  | Injection létale  | Homme | Meurtre entre 1990 et 1992 de deux femmes lors de cambriolages.                                            | Rick Scott    |
| Robert Long        | 23 mai 2019       | Injection létale  | Homme | Meurtre en 1984 de huit femmes après les avoir kidnappées, violées et torturées                            | Ron DeSantis  |
| Gary Bowles        | 22 août 2019      | Injection létale  | Homme | Meurtre en 1994 de six hommes homosexuels en les égorgeant.                                                | Ron DeSantis  |
| Donald Dillbeck    | 23 février 2023   | Injection létale  | Homme | Meurtre en 1990 d'une femme pour lui voler sa voiture alors qu'il s'était évadé d'une prison pour meurtre. | Ron DeSantis  |
| Louis Gaskins      | 12 avril 2023     | Injection létale  | Homme | Meurtre en 1989 d'un couple lors d'un cambriolage le soir de Noel.                                         | Ron DeSantis  |
| Darryl Barwick     | 3 mai 2023        | Injection létale  | Homme | Meurtre en 1986 d'une femme en la poignardant à trente-sept reprises.                                      | Ron DeSantis  |
| Duane Owen         | 15 juin 2023      | Injection létale  | Homme | Meurtre en 1984 d'une adolescente de 14 ans et d'une femme de 38 ans après les avoir violées.              | Ron DeSantis  |
| James Barnes       | 3 août 2023       | Injection létale  | Homme | Meurtre en 1988 d'une femme après s'être introduit chez elle et l'avoir violée.                            | Ron DeSantis  |
| Michael Zack       | 3 octobre 2023    | Injection létale  | Homme | Meurtre en 1996 d'une femme rencontrée dans un bar en la poignardant.                                      | Ron DeSantis  |
| Loran Cole         | 29 août 2024      | Injection létale  | Homme | Meurtre en 1994 d'un homme après l'avoir égorgé.                                                           | Ron DeSantis  |
| James Ford         | 13 février 2025   | Injection létale  | Homme | Meurtre en 1997 d'un couple à coup de marteaux.                                                            | Ron DeSantis  |
| Edward James       | 20 mars 2025      | Injection létale  | Homme | Meurtre en 1993 d'une fillette de 8 ans et de sa grand-mère de 58 ans.                                     | Ron DeSantis  |
| Micheal Tanzi      | 8 avril 2025      | Injection létale  | Homme | Meurtre en 2000 d'une femme après l'avoir violée.                                                          | Ron DeSantis  |
| Jeffrey Hutchinson | 1er mai 2025      | Injection létale  | Homme | Meurtre en 1998 de sa petite-amie et des 3 enfants de celle-ci après une dispute.                          | Ron DeSantis  |
| Glen Rogers        | 15 mai 2025       | Injection létale  | Homme | Meurtre en 1995 d'une femme en la poignardant à mort à la sortie d'un bar.                                 | Ron DeSantis  |
| Anthony Wainwright | 10 juin 2025      | Injection létale  | Homme | Meurtre d'une femme en 1994 après l'avoir violée lors d'une évasion de prison.                             | Ron DeSantis  |
| Thomas Gudinas     | 24 juin 2025      | Injection létale  | Homme | Meurtre en 1994 d'une femme après l'avoir violée à la sortie d'un bar.                                     | Ron DeSantis  |
| Michael Bell       | 15 juillet 2025   | Injection létale  | Homme | Double meurtre en 1993 d'un couple par vengeance suite à un acte de légitime défense.                      | Ron DeSantis  |
| Edward Zakrzewski  | 31 juillet 2025   | Injection létale  | Homme | Meurtre en 1994 de sa femme et de ses deux enfants.                                                        | Ron DeSantis  |
| Kayle Bates        | 19 août 2025      | Injection létale  | Homme | Meurtre en 1982 d'une femme qu'il poignarde à mort après l'avoir enlevée et tenté de la violer.            | Ron DeSantis  |

En août 2019, le couloir de la mort de Floride compte 341 condamnés dont trois femmes. Depuis 1972, 34 condamnés ont été graciés en Floride.

## Crimes capitaux
- « F.S. 782.04(1)(a) - Meurtre au premier degré »
- « F.S. 782.04(1)(a)3 - Distribution illégale de stupéfiants par un majeur de 18 ans ayant entrainé la mort »

### Sources
- Administration pénitentiaire de Floride